# Nanbao (köpinghuvudort i Kina, Hainan Sheng, lat 19,68, long 109,60)
Nanbao är en köpinghuvudort i Kina. Den ligger i provinsen Hainan, i den södra delen av landet, omkring 88 kilometer sydväst om provinshuvudstaden Haikou. Antalet invånare är 13 157. Befolkningen består av 6 011 kvinnor och 7 146 män. Barn under 15 år utgör 24,0 %, vuxna 15-64 år 64 %, och äldre över 65 år 10,0 %.
Runt Nanbao är det tätbefolkat, med 266 invånare per kvadratkilometer. Närmaste större samhälle är Dongcheng, 14,9 km väster om Nanbao. Omgivningarna runt Nanbao är en mosaik av jordbruksmark och naturlig växtlighet.
Genomsnittlig årsnederbörd är 2 661 millimeter. Den regnigaste månaden är juli, med i genomsnitt 450 mm nederbörd, och den torraste är januari, med 24 mm nederbörd.